# Ensamheten
Emsamheten est un village de la commune de Storuman située dans le comté de Västerbotten en Suède.